# Rabe (Familienname)
Rabe ist der Familienname folgender Personen:
- Albrecht Rabe (um 1380–nach 1422), Amtmann in Plauen
- Alexander Rabe (* 1975), deutscher Internetexperte und Kommunikationswissenschaftler
- Ana María Rabe (* 1967), deutsch-spanische Philosophin
- Anne Rabe (* 1986), deutsche Dramatikerin
- Bahne Rabe (1963–2001), deutscher Rudersportler
- Bernd Rabe (Musiker) (1927–2001), deutscher Musiker
- Bernd Rabe (Politiker) (um 1947–vor 2016), deutscher Politiker (SPD) und Autor
- Christian Friedrich Rabe (1837–1898), deutscher Tierarzt
- David Rabe (* 1940), US-amerikanischer Drehbuchautor
- Edmund Rabe (1815–1902), deutscher Schlachten-, Historien- und Genremaler sowie Lithograf
- Eduard Rabe (1844–1920), Senator der Hansestadt Lübeck
- Emil Rabe (1920–2013), deutscher Musiklehrer und Komponist
- Ernst-August Rabe (1917–1988), deutscher Dachdecker und Politiker (LDPD)
- Folke Rabe (1935–2017), schwedischer Komponist
- Franz Rabe (1929–1996), deutscher Neurologe und Epileptologe
- Fred Rabe (* 1996), deutscher Sänger, Gitarrist und Perkussionist
- Friedrich Rabe (Landrat) (1840–1906), deutscher Verwaltungsjurist und Landrat
- Friedrich Rabe (* 1941), deutscher Politiker (SED, PDS)
- Fritz Rabe (1884–1977), deutscher Mediziner
- Hanna Rabe (* 1988), deutsche Harfenistin
- Hanns Rabe (Mediziner) (1890–1959), deutscher Arzt und Homöopath
- Hanns-Gerd Rabe (1895–1986), deutscher Lehrer, Kunstjournalist und Schriftsteller
- Hans Rabe (Hammermeister) (1. Hälfte 16. Jh.), deutscher Hammermeister und Begründer des sächsischen Eisenkunstgusses
- Hans-Jürgen Rabe (1935–2014), deutscher Rechtsanwalt und Rechtswissenschaftler
- Heinrich Rabe (Uhrmacher) (1842–1911), deutscher Uhrmacher
- Heinrich Albrecht Rabe (1797–1852), deutscher Unternehmer und Baumwollfabrikant
- Heinz Rabe (1921–1990), deutscher Schauspieler und Sprecher
- Hilde Rabe, Geburtsname von Hilde Roth (1925–2022), Schneidermeisterin und Designerin
- Horst Rabe (1930–2022), deutscher Historiker
- Hugo Rabe (1867–1932), deutscher Klassischer Philologe
- Irnfried Rabe (* 1943), deutscher Kommunalpolitiker (FDP)
- Johann Rabe (Geistlicher) (1672–1748), deutscher Pastor
- Johann Rabe (Politiker) (1887–1937), deutscher Landwirt und Politiker (CNBL), MdL Hannover
- Johann Jacob Rabe (1710–1798), deutscher Geistlicher und Hebraist
- Johannes Rabe (Maler) (1821–1894), deutscher Maler
- Johannes E. Rabe (1838–1924), deutscher Heimatdichter
- John Rabe (1882–1950), deutscher Kaufmann und Siemens-Repräsentant in Nanjing (China)
- Jürgen P. Rabe (* 1955), deutscher Physiker, Material- und Nanowissenschaftler
- Jutta Rabe (* 1955), deutsche Journalistin und Autorin
- Karin Rabe (* 1954), schwedische Orientierungsläuferin
- Karl Rabe (Politiker) (1886–1945), deutscher Politiker, Landtagsabgeordneter Waldeck
- Karl Rabe (Ingenieur) (1895–1968), österreichischer Ingenieur, Konstrukteur für Porsche
- Karl Rabe (SS-Mitglied) (1905–1989), deutscher SS-Obersturmbannführer
- Karl von Rabe (1843–1921), deutscher Oberst und Abgeordneter
- Karl-Klaus Rabe, deutscher Publizist und Lektor
- Katja Rabe (* 1978), deutsche Triathletin
- Klaus F. Rabe (* 1957), deutscher Wissenschaftler und Mediziner
- Klaus Müller-Rabe (1910–1991), deutscher Maler und Zeichner
- Lily Rabe (* 1982), US-amerikanische Schauspielerin
- Lorenz Rabe (1465–1527), schlesischer Gelehrter, siehe Laurentius Corvinus
- Manfred Rabe (* 1942), deutscher Fußballspieler und -trainer
- Margarete Rabe (* 1923), deutsche Aufseherin im KZ Ravensbrück und KZ Uckermark
- Martin Friedrich Rabe (1775–1856), deutscher Baumeister
- Michaela Rabe (* 1972), bürgerlicher Name der deutschen Schriftstellerin Michelle Raven
- Oliver Rabe (* 1972), deutscher Landespfleger und politischer Beamter
- Oskar von Rabe (1844–1925), preußischer General der Kavallerie
- Pamela Rabe (* 1959), kanadisch-australische Schauspielerin
- Paul Rabe (Philosoph) (1656–1713), deutscher Philologe und Philosoph
- Paul Rabe (Chemiker) (1869–1952), deutscher Chemiker
- Paul Arthur Rabe (1903–1976), deutscher Politiker (NSDAP) und SA-Führer
- Peter Rabe (1951–2018), deutscher Politiker (SPD)
- Rudolf von Rabe (Minister) (1805–1883), deutscher Staatsminister
- Rudolf von Rabe (General) (1844–1931), deutscher Generalleutnant
- Sascha Rabe (* 1985), deutscher Eiskunstläufer
- Siegfried Rabe (1925–2013), deutscher Autor, Synchronautor und Dialogregisseur
- Steffen Müller-Rabe (* 1943), deutscher Jurist und Richter
- Thomas Rabe (Mediziner) (* 1951), deutscher Mediziner
- Thomas Rabe (Manager) (* 1965), deutscher Manager
- Ties Rabe (* 1960), deutscher Politiker (SPD)
- Ursula Rabe-Kleberg (* 1948), deutsche Bildungssoziologin
- Walter Rabe (1936–2021), deutscher Künstler, Zeichner, Grafiker und Hochschulprofessor
- Wilhelm Rabe (Radsportler) (1876–1958), deutscher Radsportler, Olympiateilnehmer 1912
- Wilhelm Rabe (Maler) (1918–2011), deutscher Maler
- Wilhelm F. Rabe (1893–1958), deutscher Astronom

Rabe ist der Künstlername folgender Personen:
- August Rabe, Pseudonym von August Ludwig (1867–1951), deutscher evangelischer Pfarrer, Bienenforscher und Mundartdichter
- Ralf Böhme (Grafiker) (* 1956), deutscher Karikaturist
- Sira Rabe, Pseudonym einer deutschsprachigen erotischen Schriftstellerin